# Kristine Mann
Kristine Mann (1873–1945) est la première psychologue jungienne américaine. 

## Biographie
Elle fait ses études à Smith College, puis après un séjour d'enseignement en Europe, elle obtient un master à l'université du Michigan. Elle enseigne durant dix ans au Vassar College, puis pour quelques années à New York où elle poursuit ses études de psychologie, d'éducation et de philosophie. Elle entreprend ensuite des études de médecine, à 36 ans, à la faculté de médecine de l'université Cornell, dont elle obtient le diplôme en 1913.

### Publications
- Kristine Mann, "Thousands of 'Well' Women Pay for Training Health Center", New York Times, Section 8, Page 15 (April 1, 1923)
- Kristine Mann, "The Shadow of Death", Papers of the Analytical Psychology Club of New York, 4 (1940)
- Kristine Mann, "The Self-Analysis of Emanuel Swedenborg", Papers of the Analytical Psychology Club of New York, 4 (1940)